# Єжиці (Західнопоморське воєводство)
Єжиці (пол. Jeżyce) — село в Польщі, у гміні Дарлово Славенського повіту Західнопоморського воєводства.
Населення — 301 особа (2011).
У 1975-1998 роках село належало до Кошалінського воєводства.

## Демографія
Демографічна структура станом на 31 березня 2011 року:
|          | Загалом | Допрацездатний вік | Працездатний вік | Постпрацездатний вік |
| -------- | ------- | ------------------ | ---------------- | -------------------- |
| Чоловіки | 145     | 30                 | 105              | 10                   |
| Жінки    | 156     | 34                 | 88               | 34                   |
| Разом    | 301     | 64                 | 193              | 44                   |